# Walter Kimmel
Walter Kimmel (* 21. April 1954 in Regensburg) ist ein deutscher Jurist.

## Leben
Kimmel promovierte 1982 an der Friedrich-Alexander-Universität Erlangen-Nürnberg mit dem Thema Das Bankgeheimnis im Strafprozess.
Kimmel war seit 1981 als Richter am Landgericht Regensburg und später bei der Staatsanwaltschaft Nürnberg-Fürth tätig. Im Jahr 1988 wurde er Richter am Landgericht Nürnberg-Fürth und wechselte 1993 als Gruppenleiter wieder an die Staatsanwaltschaft. 2008 wurde er zum Leitenden Oberstaatsanwalt bei der Generalstaatsanwaltschaft Nürnberg ernannt.
Am 1. Februar 2020 trat Kimmel als Nachfolger von Lothar Schmitt in das Amt des Generalstaatsanwaltes der Generalstaatsanwaltschaft Nürnberg bei dem Oberlandesgericht Nürnberg ein. Zum 1. August 2022 wurde er pensioniert.
Bekannt wurde Kimmel insbesondere im Zusammenhang mit der NSU-Mordserie und durch Ermittlungen im Bereich Sekten/Scientology.